# George Taliaferro
George Taliaferro (Gates, Tennessee, 1927. január 8. – Bloomington, Indiana, 2018. október 8.) amerikai amerikaifutball-játékos, az első afroamerikai játékos az NFL-ben.

## Pályafutása
1949-ben a Los Angeles Dons, 1950–51-ben a New York Yanks, 1952-ben a Dallas Texans, 1953–54-ben a Baltimore Colts, 1955-ben a Philadelphia Eagles játékosa volt. Halfback és quarterback posztokon játszott. 1949-ben az első afroamerikai játékos volt az NFL-ben.

## Sikerei, díjai
- Pro Bowl: 3× 1951–1953